# 응용경제학
응용경제학(Applied economics)은 특정 환경에서 경제 이론과 계량경제학을 적용하는 것에 관한 연구이다. 경제학의 두 분야(다른 하나는 핵심) 중 하나로서, 일반적으로 인구통계학, 노동경제학, 경영경제학, 산업조직, 농업경제학, 개발경제학, 교육경제학, 공학경제학, 금융경제학, 보건경제학, 화폐경제학, 공공경제학, 경제사를 포함한 다양한 분야의 실제 문제를 다루기 위해 핵심, 즉 경제 이론과 계량경제학을 적용하는 것이 특징이다. 경제 발전의 관점에서 볼 때 응용경제학의 목적은 비즈니스 관행과 국가 정책 수립의 질을 높이는 것이다.
프로세스에는 종종 이 핵심 이론의 추상화 수준이 감소한다. 계량경제학, 입출력 분석 또는 시뮬레이션을 사용한 실증적 추정뿐만 아니라 사례 연구, 역사적 유추 및 소위 상식 또는 "토착어"를 포함한 다양한 접근 방식이 있다. 이러한 접근 방식의 범위는 로저 백하우스(Roger Backhouse)와 제프 비들(Jeff Biddle)이 주장하는 응용 경제학 개념의 모호한 성격을 나타낸다. 여러 의미를 지닌 개념이다. 광범위한 방법론적 구분 중에서 한 출처는 이를 실증경제학이나 규범 경제학이 아닌 "대부분의 경제학자들이 하는 일"로 설명하는 경제학 기술에 두었다.

## 같이 보기
- 통계학
- 응용물리학
- 실천신학